# Phi Thông
Phi Thông là một xã thuộc thành phố Rạch Giá, tỉnh Kiên Giang, Việt Nam.

## Địa lý
Xã Phi Thông nằm ở phía bắc thành phố Rạch Giá, có vị trí địa lý:
- Phía đông giáp huyện Châu Thành
- Phía tây giáp huyện Hòn Đất
- Phía nam giáp phường Vĩnh Thông
- Phía bắc giáp huyện Tân Hiệp.

Xã Phi Thông có diện tích 44,87 km², dân số năm 2023 là 19.386 người, mật độ dân số đạt 433 người/km².

## Hành chính
Xã Phi Thông được chia thành 6 ấp: Phú Hoà, Sóc Cung, Tà Keo Ngọn, Tà Keo Vàm, Tà Tây, Trung Thành.

## Lịch sử
Địa danh: Tại xã có địa danh Bệ Vầy Heo, cách 8 km về phía đông thành phố Rạch Giá. Địa danh này thuộc thượng nguồn sông Lạc Dục gồm Bệ Vầy Heo Lớn và Bệ Vầy Heo Nhỏ, chúng cách nhau 3 km theo trục Đông-Tây. Sở dĩ có tên như vậy vì trước đây nơi này là vùng đất đầm lầy,có nhiều loài thực vật thích nghi với đời sống loài heo rừng.Chúng tụ tập ở đó hàng trăm hàng ngàn con,vì vậy lưu dân người Việt đến đây đã đặt địa danh ấy là Bệ Vầy Heo (từ vầy ở trường hợp này được hiểu là từ sum họp,có sách viết dầy hay giầy là không đúng).
Ngày 27 tháng 9 năm 1983, Hội đồng Bộ trưởng ban hành Quyết định số 107-HĐBT về việc:
- Chia xã Phi Thông thành xã Phi Thông và xã Hưng Thạnh thuộc huyện Châu Thành.
- Tách xã Phi Thông của huyện Châu Thành để sáp nhập vào thị xã Rạch Giá quản lý.

Ngày 18 tháng 3 năm 1997, Chính phủ ban hành Nghị định số 23-CP về việc thành lập phường Vĩnh Thông trên cơ sở điều chỉnh 1.518,56 ha diện tích tự nhiên và 7.151 nhân khẩu của xã Phi Thông.
Sau khi điều chỉnh địa giới hành chính, xã Phi Thông còn lại 3.836,71 ha diện tích tự nhiên và 10.375 nhân khẩu.
Ngày 26 tháng 7 năm 2005, Chính phủ ban hành Nghị định số 97/2005/NĐ-CP về việc thành lập thành phố Rạch Giá thuộc tỉnh Kiên Giang. Xã Phi Thông trực thuộc thành phố Rạch Giá.

## Kinh tế

### Nông thôn mới

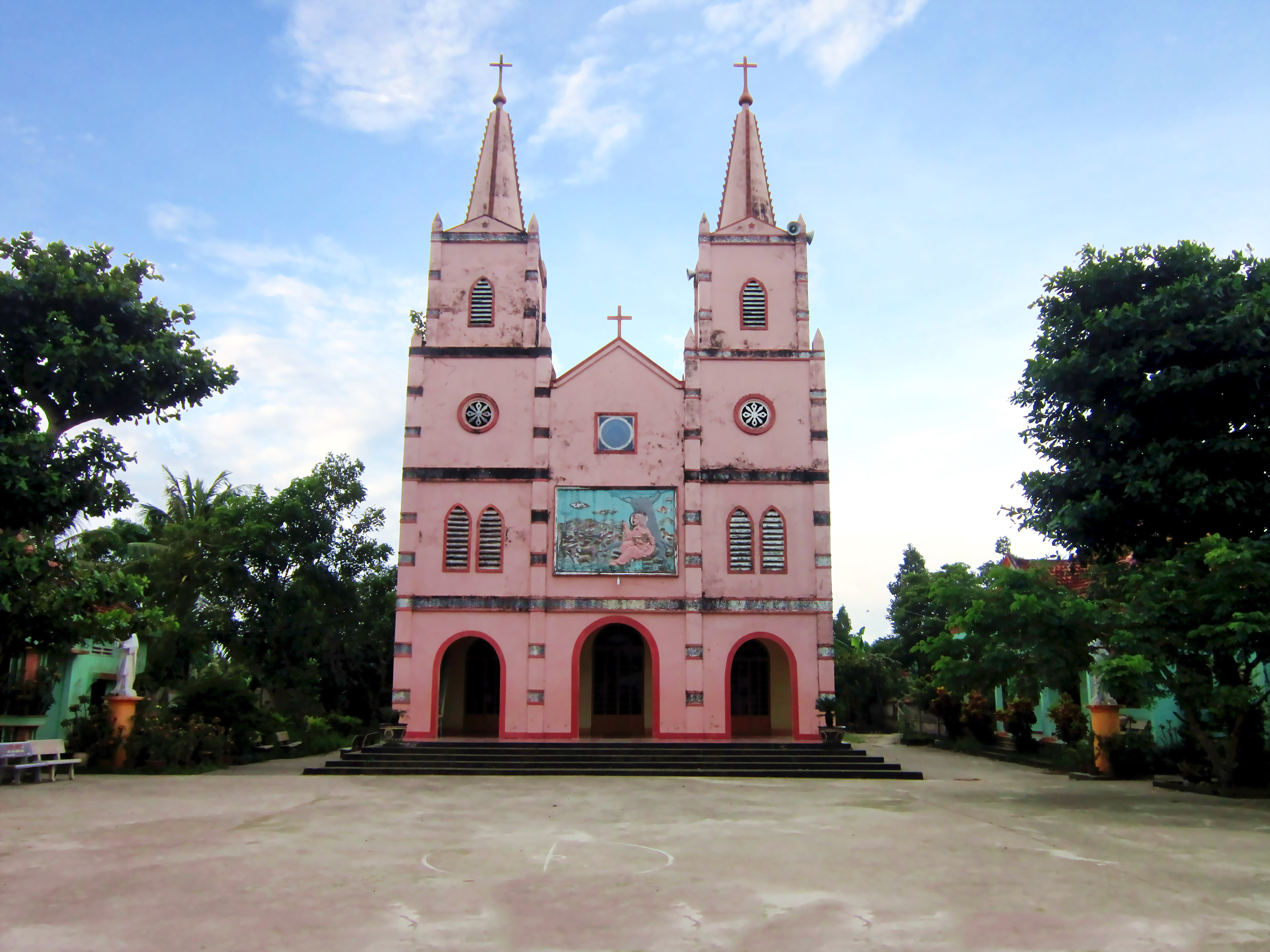
Nhà thờ Giáo xứ Phú Hòa nằm trên địa bàn của xã Phi Thông

Xã Phi Thông từ trước đến nay vẫn được xem là xã vì nó mang tính chất nông thôn rõ rệt.
Xã Phi Thông là đơn vị hành chính có diện tích lớn nhất thành phố Rạch Giá.
Xã Phi Thông được công nhận là xã nông thôn mới vào ngày 03/8/2015.